# Au bois lacté
Pour les articles homonymes, voir Au bois lacté (homonymie) et Under Milk Wood (homonymie).
Au bois lacté (Under Milk Wood) est à l'origine une pièce radiophonique de l'auteur gallois Dylan Thomas, devenue plus tard une pièce de théâtre, un film et un opéra (première représentation à Metz).
Le conteur invite le public à écouter d'une oreille indiscrète les rêves des habitants du petit village gallois de Llareggub (village fictif dont le nom est le juron "bugger all" à l'envers), et leurs pensées les plus intimes nous sont livrées.
Il y a Mrs. Ogmore-Pritchard, maniaque de la propreté, qui dicte sans arrêt ses consignes à ses deux défunts maris, Captain Cat qui revit son passé de marin, les deux Mrs. Dai Miche, Organ Morgan obsédé par sa musique, Polly Jarretière qui ne peut oublier son amoureux mort. Puis le village s'éveille et l'on voit les personnages s'affairer à leurs tâches quotidiennes tout en étant conscients des sentiments qui les influencent.

## Postérité

### Du vivant de Dylan Thomas
Lorsque Dylan Thomas séjourna à New Quay le temps d'un hiver, il partit se promener au petit matin dans la ville endormie, et des vers au sujet des habitants lui vinrent alors à l'esprit. Il les couche sur le papier dans Quite Early One Morning (Un matin très tôt) en 1944, et enregistre l'histoire pour la radio en 1945. Il continuera à travailler sur cette idée pendant huit ans, en s'inspirant aussi du village de Laugharne dans lequel il s'installe en 1949. Le 9 septembre 1953, il livre à la BBC une version complète de Au bois lacté tandis qu'il part en voyage aux États-Unis avec l'intention de retravailler le manuscrit à son retour. Il en lit un extrait pour la première fois en public à Cambridge dans le Massachusetts. Il meurt deux mois plus tard.
Dylan Thomas expliqua que Au bois lacté avait été conçue en réponse au bombardement atomique de Hiroshima, comme un moyen de réaffirmer la beauté du monde.

### Après la mort de Dylan Thomas
La pièce est enregistrée en 1954 par la BBC avec une éminente distribution entièrement galloise, sur une musique composée par Daniel Jones, ami de longue date de Dylan Thomas. La pièce est diffusée pour la première fois le 25 janvier 1954, et rediffusée deux jours plus tard. Le rôle de la « Première voix » était assuré par Richard Burton. Une version française, fidèle à la mise en ondes originale de Douglas Cleverdon, sera diffusée en 1955 à la RTF, dans une réalisation d'Alain Trutat, avec Jean Debucourt, Jean Topart, Rosy Varte, Jean Tissier. Le texte de cette version radiophonique est la traduction de Brunius, abrégé d'un tiers environ.
En 1988, George Martin produit une version discographique, avec davantage de dialogues chantés, sur une musique composée entre autres par Elton John et George Martin lui-même. La « Première voix » était assurée par Anthony Hopkins.

## Adaptation

### Cinéma
L'écriture poétique de Dylan Thomas ainsi qu'une liste de personnages inoubliables en font une pièce importante dans l'histoire de la radio et du théâtre. Un film en sera tiré plus tard (en 1972), avec Richard Burton reprenant le rôle de la « Première voix », les autres personnages étant incarnés par Elizabeth Taylor, Peter O'Toole, Glynis Johns, Vivien Merchant, et d'autres célèbres acteurs, ainsi que Ryan Davies dans le rôle de la 'Deuxième Voix'.

### Opéra
En 2008, le compositeur François Narboni en a réalisé un opéra créé à l'Opéra-Théâtre de Metz dans une mise en scène d'Antoine Juliens. L'œuvre, dans une adaptation et une traduction du compositeur, est pour douze voix solistes, grand chœur, chœur d'enfants, accordéon, danseurs et sons électronique.

### Théâtre
En France, la pièce a été traduite par Jacques Brunius et, hormis la version radiophonique d'Alain Trutat, montée au théâtre par Stéphan Meldegg en 1970, par la compagnie Lanicolacheur en 1999, et par la compagnie Bouche Bée en 2006.
Une représentation unique fut organisée sur scène en décembre 1992 pour commémorer l'ouverture des nouveaux studios Air Studios au Lyndhurst Hall. Là encore produite par George Martin et dirigée par Anthony Hopkins (dans le rôle de la « Première voix »). Les autres rôles étaient joués par Harry Secombe, Freddie Jones, Catherine Zeta-Jones, Siân Phillips, Jonathan Pryce, Alan Bennett et Tom Jones. La représentation fut enregistrée pour la télévision mais n'a jamais été diffusée.
En novembre 2003, dans le cadre de la célébration du cinquantième anniversaire de la mort de Dylan Thomas, la BBC diffuse une nouvelle version de la pièce, en combinant astucieusement de nouveaux acteurs avec l'enregistrement original de Richard Burton pour la « Première voix » (diffusé le 15 novembre 2003 sur BBC Radio 4, rediffusé le 24 décembre 2004).
En 2013, la pièce est adaptée suivant la traduction française par Stuart Seide, afin d'obtenir une version scénique.

## Principaux personnages
La pièce débute la nuit, et tous les personnages rêvent. Sans être une description complète des personnages, leurs rêves en disent beaucoup sur leur personnalité.
- Captain Cat - Le vieux marin aveugle qui rêve de ses compagnons disparus en mer, et de tout ce dont ils ne peuvent plus jouir.
- Myfanwy Price - Couturière et confiseuse qui rêve de Mog Edwards et de mariage.
- Mog Edwards - Mercier-Drapier, amoureux transi de Miss Price avec qui il entretient une correspondance passionnée sans jamais la rencontrer.
- Mr. et Mrs Pugh - Couple - L'Instituteur rêve d'assassiner sa femme.
- Mr. & Mrs Floyd - Les vieux écaillers, apparemment le seul couple du village à dormir paisiblement.
- Mrs. Ogmore-Pritchard - Qui tient la pension de famille, maniaque de la propreté, rêve de ses défunts maris.
- Mr. Ogmore - Vendeur de linoléum, feu mari de Mrs. Ogmore-Pritchard.
- Mr. Pritchard - Bookmaker raté, feu mari de Mrs. Ogmore-Pritchard, s'est suicidé.
- Gossamer Beynon - L'institutrice, rêve d'un amour interdit.
- Mr. Waldo - Chasseur de lapins, barbier, herboriste, coupeur de chats, charlatan, rêve de sa mère, de ses regrets et de ses nombreux mariages malheureux détruits par son alcoolisme et ses infidélités.
- Sinbad la Marine - Le barman, rêve de Gossamer Beynon.
- Polly Jarretière - Rêve de bébés.
- Mr. Cherry Owen - Rêve de boire, et cependant, ne pouvant pas... boit quand même.
- Mr. Willy Nilly - Le facteur, qui distribue le courrier dans son sommeil.
- Mrs. Willy Nilly - Qui rêve d'être fessée par l'instituteur, toutes les nuits de sa vie de femme mariée.
- Boucher Beynon - Le boucher, rêve de chevaucher des cochons et d'abattre du gibier sauvage.
- Mrs. Bouchère Beynon - La femme de Boucher Beynon, rêve des horreurs que commet son mari.
- Rev. Eli Jenkins - Le Révérend, poète et prédicateur, rêve de l'Eisteddfodau.
- Evans la Mort - L'entrepreneur des pompes funèbres, qui rêve de jeunesse.
- Boyo Bon-à-Rien - Rêve de rien.
- L'agent de Police Attila Rees - Le policier, se soulage dans son casque la nuit.
- Utah Watkins - Le fermier, rêve de sa femme qui tricote.
- Bessie Grossetête- Employée de ferme, rêve du seul homme qui l'ait jamais embrassée.
- Dai Miche - Le boulanger, rêve de harems.
- Ocky Milkman - Le laitier, rêve de déverser des fleuves de lait, sans compter la dépense.
- Lord Crystal[1] - Rêve d'horloges.
- Organ Morgan - L'organiste de l'église, rêve de musique et d'orchestres dans le village. Appelle au secours dans son sommeil.
- Mae les Rosiers - Rêve de rencontrer Mr. Chaussure-à-son-pied dans un monde de contes de fées.
- Mrs. Organ Morgan - Rêve de silence.
- Jack Black - Le cordonnier, qui rêve de pourchasser les jeunes couples.
- Mary Ann la Marine - Rêve au Jardin d'Eden.

## Édition française
- Dylan Thomas (trad. Jacques Brunius, préf. Stephan Meldegg), Au bois lacté, L'Avant-Scène théâtre, 2013 (ISBN 978-2749812632)

## Sources
- (en) Cet article est partiellement ou en totalité issu de l’article de Wikipédia en anglais intitulé « Under Milk Wood » (voir la liste des auteurs).